# Bode-diagram

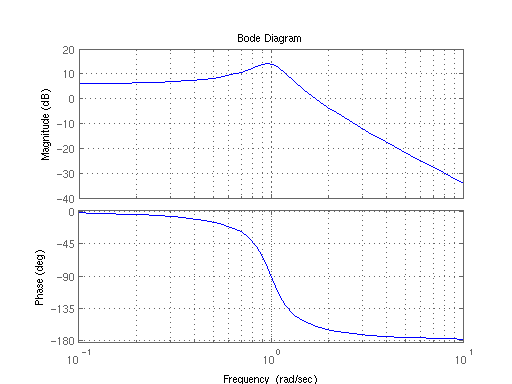
Másodfokú aluláteresztő szűrő Bode-diagramja
Fölül az amplitúdó karakterisztika, alul a fázismenet
(kirajzolva MATLABbal)

A Bode-diagram a rendszerelmélet, irányítástechnika, jelfeldolgozás és hálózatszámítás területén elterjedten használt grafikon, mely egy egy bemenetű, egy kimenetű rendszer átviteli karakterisztikájának ábrázolására szolgál. A diagram részét alkotó két részdiagram az átviteli karakterisztika amplitúdóját illetve fázisát ábrázolja a frekvencia függvényében.
A diagram nagy előnye más módszerekkel (például Nyquist-diagram) szemben, hogy a frekvenciát és az amplitúdót logaritmikus skálán ábrázolja, így nagy átfogást biztosít. Ez egyben lehetővé teszi, hogy a valós rendszerekben gyakran előforduló, racionális törtfüggvény alakú átviteli karakterisztikák esetén kézzel is viszonylag könnyű közelítő diagramokat rajzolni. A diagram névadója, Hendrik Wade Bode amerikai mérnök az 1930-as években alkalmazta először.

## A Bode-diagram felépítése
A Bode-diagramot komplex értékű, egyváltozós függvény, az átviteli karakterisztika ábrázolására használják. Ehhez a komplex szám exponenciális alakját használja fel:
{\displaystyle z=ae^{j\varphi }}
Ahol az a nemnegatív valós szám z abszolútértéke, a valós φ pedig z árkusza. A komplex értékű H(jω) átviteli karakterisztikát is felírhatjuk
{\displaystyle H(j\omega )=a(\omega )e^{j\varphi (\omega )}}
alakban. Bode az a(ω) és a φ(ω) függvényt ábrázolta két diagramon:
- Az amplitúdókarakterisztika az átviteli karakterisztika abszolút értékének frekvenciafüggését mutatja be, a vízszintes tengelyen a frekvenciát, a függőlegesen az amplitúdót ábrázolva.

A körfrekvencia-tengely logaritmikus léptékű, de a lineáris egységben megadott körfrekvencia értékeket kell feltüntetni rajta. A tengelyen két körfrekvencia távolságát, melyek közül az egyik a másik 10-szerese, dekádnak nevezzük, kétszeres frekvenciák távolságát oktávnak. Az amplitúdóskála szintén logaritmikus léptékű, itt azonban a feltüntetett értékek is logaritmikus egységben, decibelben szerepelnek.
{\displaystyle a_{dB}=20\log _{10}a\,}
- A fáziskarakterisztika az átviteli karakterisztika árkuszának (szögének) függvényét tünteti fel. A körfrekvencia-tengely itt is logaritmikus léptékű, a fázisszöget azonban lineáris skálán kell ábrázolni (fokban vagy radiánban kifejezve).

A Bode-diagramban a két részdiagramot egymás fölött helyezik el úgy, hogy a vízszintes (körfrekvencia) tengely a két diagramon fedésben legyen.

## A diagram közelítő felrajzolása

### Valós pólus vagy zérus hatása

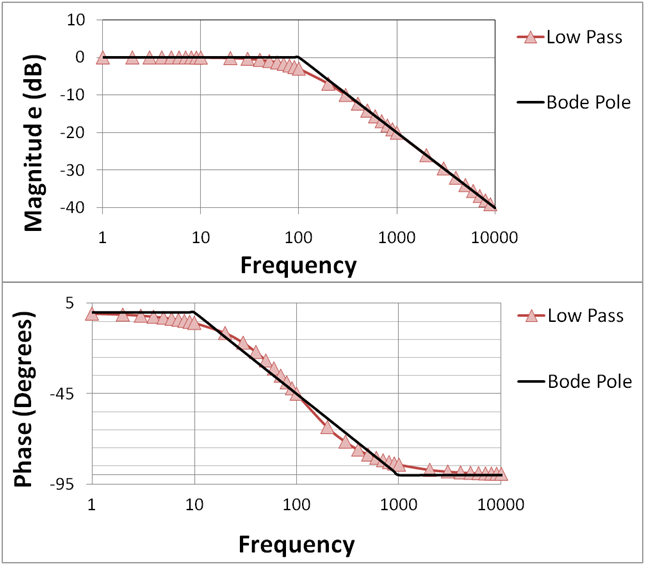
Elsőfokú aluláteresztő karakterisztika számított(Δ) és közelítő értéke

A közelítő (aszimptotikus, töréspontos) ábrázolás abból a meggondolásból indul ki, hogy egy
{\displaystyle H(j\omega )=1+{\frac {j\omega }{\Omega }}}
alakú kifejezés (ahol {\displaystyle -\Omega } a zérusfrekvencia, {\displaystyle |\Omega |} a törésponti körfrekvencia) nagy frekvenciákon {\displaystyle j\omega /\Omega }-vel, kis frekvenciákon pedig 1-gyel ({\displaystyle 0{\text{dB}}}) közelíthető. Mivel a két közelítő egyenes épp {\displaystyle \omega =\Omega }-nál metszik egymást, a törtvonalas közelítés amplitúdómenete felrajzolható úgy, hogy kis frekvenciáktól a törésponti frekvenciáig 0 dB-nél halad, majd innentől {\displaystyle j\omega /\Omega } abszolút értékének megfelelő egyenessel, 20 dB/dekáddal emelkedik. A fázis közelítésénél jól látható, hogy kis frekvenciáknál 0-val, nagy frekvenciáknál 90°-kal (pozitív {\displaystyle \Omega }) vagy -90°-kal (negatív {\displaystyle \Omega }) számolhatunk. A törésponti érték pedig {\displaystyle |1+j|={\sqrt {2}}=+3dB}. Az átmeneti tartományt a törésponti frekvencia tizede és tízszerese között szokták meghatározni, az említett határoknál már 0° illetve 90° közelítést alkalmazva. Ez mindössze
{\displaystyle arctg\left(0,1\right)\approx 5,71^{\circ }}
hibát okoz.
Pólust tartalmazó tag esetén hasonló a helyzet, ekkor a
{\displaystyle H(\omega )={\frac {1}{1+{\frac {j\omega }{\Omega }}}}}
alakú, egypólusú rendszer átviteli karakterisztikája az előbb tárgyalténak a reciproka. Ezért az amplitúdómenet az előbbi reciproka lesz, vagyis a törésponti frekvencia után -20 dB/dekáddal csökkenő egyenest kell rajzolni. A fázismenetben a reciprok képzés miatt a fázis a -1-szeresére változik, előjelet vált. Megjegyzendő, hogy stabil rendszerekben nem lehet pozitív a pólusfrekvencia, ezért stabil rendszereknél {\displaystyle \Omega } mindig pozitív.

### Konjugált zérus- illetve póluspárok
Egy nevezőjében másodfokú, számlálójában nulladfokú átviteli karakterisztika általános alakja
{\displaystyle H_{2}(j\omega )={\frac {1}{1+2\zeta {\frac {j\omega }{\Omega }}+\left({\frac {j\omega }{\Omega }}\right)^{2}}}}
ahol {\displaystyle \Omega } a másodfokú pólusfrekvencia, {\displaystyle \zeta } (zeta) a csillapítási tényező (a jósági tényező reciproka). {\displaystyle \zeta >=1} esetén a függvénynek két valós pólusa van, {\displaystyle \zeta <1} esetén két konjugált komplex pólusa. A karakterisztika abszolút értéke és fázisa
{\displaystyle \log _{10}|H_{2}(j\omega )|=\log _{10}\left[\left(1-\left({\frac {\omega }{\Omega }}\right)^{2}\right)^{2}+\left(2\zeta {\frac {\omega }{\Omega }}\right)^{2}\right]}
illetve
{\displaystyle \varphi _{2}(\omega )=-arctg{\frac {2\zeta {\frac {\omega }{\Omega }}}{1-\left({\frac {\omega }{\Omega }}\right)^{2}}}}
Az átviteli karakterisztika közelítő értéke {\displaystyle \Omega >0} esetén
|                                                 | {\displaystyle 0<\omega <<\Omega } | {\displaystyle \omega =\Omega }                                   | {\displaystyle \Omega <<\omega }                                        |
| ----------------------------------------------- | ---------------------------------- | ----------------------------------------------------------------- | ----------------------------------------------------------------------- |
| {\displaystyle H_{2}(j\omega )}                 | {\displaystyle 1}                  | {\displaystyle 1/j2\zeta }                                        | {\displaystyle -\left({\frac {\Omega }{\omega }}\right)^{2}}            |
| {\displaystyle 20\log _{10}\|H_{2}(j\omega )\|} | {\displaystyle 0{\text{dB}}}       | {\displaystyle -20lg\left({\frac {1}{2\zeta }}\right){\text{dB}}} | {\displaystyle -40lg\left({\frac {\omega }{\Omega }}\right){\text{dB}}} |
| {\displaystyle \varphi _{2}(\omega )}           | {\displaystyle 0{\text{°}}}        | {\displaystyle -90{\text{°}}}                                     | {\displaystyle -180{\text{°}}}                                          |

Vagyis törtvonalas közelítés esetén kis frekvenciákon az amplitúdókarakterisztikát a 0 dB-s aszimptotájával, a fáziskarakterisztikát a 0°-os aszimptotával közelíthetjük, nagy frekvencián az {\displaystyle (\Omega ,0dB)} ponton átmenő, -40 dB/dekád meredekségű egyenessel illetve -180°-kal becsülhető a karakterisztika. A fázis átmeneti tartománya {\displaystyle \omega _{1}=10^{-\zeta }\Omega } és {\displaystyle \omega _{2}=10^{\zeta }\Omega } között egy {\displaystyle (\omega _{1},0{\text{°}})}, {\displaystyle (\omega _{2},-180{\text{°}})} pontokon áthaladó egyenessel közelíthető.
Mint a táblázat is mutatja, az átmeneti tartományban a másodfokú átviteli karakterisztika amplitúdója a csillapítási tényező függvényében nagymértékben eltérhet az aszimptotától.
Másodfokú számlálóval rendelkező átviteli karakterisztika fáziskarakterisztikája valamint amplitúdókarakterisztikája decibelben a fent vázolt karakterisztikák mínusz egyszerese.

### Többtényezős átviteli karakterisztika eredője
Általános esetben az átviteli karakterisztika
{\displaystyle H(\omega )=\prod \limits _{i=0}^{n-1}{H_{i}(\omega )}}
alakban írható fel. A logaritmus azonosságok miatt
{\displaystyle \log _{10}{|H(\omega )|}=\sum \limits _{i=0}^{n-1}{\log _{10}|H_{i}(\omega )|}}
Ezen kívül {\displaystyle \arg\{H(\omega )\}=\sum \limits _{i=0}^{n-1}{\arg\{H_{i}(\omega )\}}}
Vagyis az n tényező szorzataként előálló átviteli karakterisztika mind az amplitúdó- mind a fáziskarakterisztikája a tényezők karakterisztikájának összege.

## Diszkrét idejű rendszerek
A diszkrét idejű rendszerek átviteli karakterisztikáját tipikusan nem az eredeti Bode-diagramon ábrázolják, de hasonló diagramokat használnak ezen a területen is. Az amplitúdókarakterisztikát és a fáziskarakterisztikát lineáris frekvenciatengellyel ábrázolják, további különbség, hogy az amplitúdót az esetek egy részében szintén lineáris egységben tüntetik fel.
Mivel e rendszerek átviteli karakterisztikája általában {\displaystyle e^{j\omega T_{S}}}-ben (TS a mintavételi periódusidő) és nem {\displaystyle j\omega T_{S}}-ben racionális törtfüggvény, az átviteli karakterisztika {\displaystyle e^{j\omega T_{S}}} periodikus jellegéből következően ωS=2π/TS többszöröseivel eltolva ismétlődik. Elég tehát csak az ω∈[0, ωS] intervallumon ábrázolni.
A Bode-diagram egyik fő előnyére, a nagy átfogásra itt nincs szükség, mert mintavételezett rendszerekben mivel a mintavételi frekvenciát a számítási igény csökkentése érdekében célszerű minimális szinten tartani, így a rendszerek körfrekvencia-tartománya viszonylag jól kitölti a [0, ωS] intervallumot, a lineáris felbontás itt megfelelő. Emellett egyszerű felrajzolásának előnye is elveszik ebben a környezetben épp amiatt, mert az átviteli karakterisztika nem {\displaystyle j\omega T_{S}} racionális törtfüggvénye. Lineáris körfrekvencia-tengely és logaritmikus amplitúdótengely esetén lenne lehetőség a fentebb vázolt tört vonalas közelítés alkalmazására. Egyéb praktikus megfontolások is ebbe az irányba mutatnak. Egy rendszer analíziséhez gyakran használják a diszkrét Fourier-transzformációt, aminek a frekvenciabeli felbontása lineáris léptékben állandó, ωS/N (N a felhasznált minták száma).